# Open di Francia 2019 - Doppio leggende over 45
Mansour Bahrami e Fabrice Santoro erano i campioni in carica, ma sono stati eliminati nel round robin.
Sergi Bruguera e Goran Ivanišević hanno conquistato il titolo battendo in finale Mikael Pernfors e Mats Wilander con il punteggio di 6-2, 4-6, [10-4].

## Tabellone

### Legenda
| - Q = Qualificato - WC = Wild card - LL = Lucky loser | - ALT = Alternate - SE = Special Exempt - PR = Protected Ranking | - w/o = Walkover - r = Ritirato - d = Squalificato |

### Finale
|  | Finale |                                 |   |   |      |  |
|  |        |                                 |   |   |      |  |
|  | C2     | Sergi Bruguera Goran Ivanišević | 6 | 4 | [10] |  |
|  | D1     | Mikael Pernfors Mats Wilander   | 2 | 6 | [4]  |  |

### Gruppo C
|    |                                 | M Bahrami F Santoro | S Bruguera G Ivanišević | P Cash H Leconte | RR V-P | Set V-P | Game V-P | Posizione |
| C1 | Mansour Bahrami Fabrice Santoro |                     | 6–4, 1–6, [8–10]        | 6–4, 6–2         | 1–1    | 3–2     | 19–17    | 2         |
| C2 | Sergi Bruguera Goran Ivanišević | 4–6, 6–1, [10–8]    |                         | 7–5, 6–1         | 2–0    | 4–1     | 24–13    | 1         |
| C3 | Pat Cash Henri Leconte          | 4–6, 2–6            | 5–7, 1–6                |                  | 0–2    | 0–4     | 12–25    | 3         |

La classifica viene stilata in base ai seguenti criteri: 1) Numero di vittorie; 2) Numero di partite giocate; 3) Scontri diretti (in caso di due giocatori pari merito); 4) Percentuale di set vinti o di games vinti (in caso di tre giocatori pari merito); 5) Decisione della commissione.

### Gruppo D
|    |                                                 | M Pernfors M Wilander          | M Chang J McEnroe        | A Boetsch Y El Aynaoui C Pioline | RR V-P | Set V-P | Game V-P | Posizione |
| D1 | Mikael Pernfors Mats Wilander                   |                                | 6–4, 7–5                 | 65−7, 7−5, [10−8] (w/ Boetsch)   | 2–0    | 4–1     | 27–21    | 1         |
| D2 | Michael Chang John McEnroe                      | 4–6, 5–7                       |                          | 6–4, 7–5 (w/ El Aynaoui)         | 1–1    | 2–2     | 22–22    | 2         |
| D3 | Arnaud Boetsch Younes El Aynaoui Cédric Pioline | 7−65, 5−7, [8−10] (w/ Boetsch) | 4–6, 5–7 (w/ El Aynaoui) |                                  | 0−2    | 1−4     | 21−27    | 3         |

La classifica viene stilata in base ai seguenti criteri: 1) Numero di vittorie; 2) Numero di partite giocate; 3) Scontri diretti (in caso di due giocatori pari merito); 4) Percentuale di set vinti o di games vinti (in caso di tre giocatori pari merito); 5) Decisione della commissione.